# Phyllachora gordoniae
Phyllachora gordoniae är en svampart som beskrevs av Hosag. 1986. Phyllachora gordoniae ingår i släktet Phyllachora och familjen Phyllachoraceae.   Inga underarter finns listade i Catalogue of Life.